# Carole King
Carole King, właśc. Carol Joan Klein (ur. 9 lutego 1942 w Nowym Jorku) – amerykańska autorka piosenek, pianistka i piosenkarka. W 2021 została wprowadzona do Rock and Roll Hall of Fame.

## Życiorys
Debiutowała w 1970 solowym albumem Carole King: Writer. W latach 60. zdobyła sławę jako autorka piosenek, do których teksty pisał jej ówczesny mąż Gerry Goffin. Tandem autorski King–Goffin dostarczył przeszło 100 piosenek, wśród wykonawców ich utworów byli m.in. The Shirelles, The Drifters, Bobby Vee, Little Eva, The Chiffons, The Monkees, Aretha Franklin, Dusty Springfield, The Byrds, The Animals, The Beatles. Po rozstaniu z mężem wyjechała do Los Angeles, gdzie założyła – z gitarzystą Dannym Kortchmarem i basistą Charlesem Larkeyem – zespół The City. Ich krótka współpraca zaowocowała albumem Now That Everything's Been Said. Sławę przyniósł jej drugi album solowy, wydany w 1971 roku Tapestry, za który w 1972 otrzymała 4 nagrody Grammy w kategoriach: "Album of the Year" (Tapestry), "Record of the Year" (It’s Too Late), "Song of the Year" (You’ve Got a Friend) i "Best Pop Vocal Performance, Female". W 1990 wraz z Gerrym Goffinem została wprowadzona do Rock and Roll Hall of Fame.
12 stycznia 2014 roku na Broadwayu miała miejsce premiera musicalu Beautiful: The Carole King Musical opartego na życiu i twórczości Carole King, w którym główną rolę zagrała Jessie Mueller. Musical został wyróżniony Tony Award for Best Performance by a Leading Actress in a Musical.

## Dyskografia
- 1970 – Writer
- 1971 – Tapestry
- 1971 – Music
- 1972 – Rhymes and Reasons
- 1973 – Fantasy
- 1974 – Wrap Around Joy
- 1975 – Really Rosie
- 1976 – Thoroughbred
- 1977 – Simple Things
- 1978 – Welcome Home
- 1979 – Touch the Sky
- 1980 – Pearls: Songs of Goffin and King
- 1982 – One to One
- 1983 – Speeding Time
- 1989 – City Streets
- 1993 – Colour of Your Dreams
- 1994 – In Concert
- 1994 – Time Gone By
- 1996 – Carnegie Hall Concert: June 18 1971
- 1997 – Time Heals All Wounds
- 1998 – Goin' Back
- 2000 – Super Hits
- 2001 – Love Makes the World
- 2002 – Crying in the Rain
- 2005 – The Living Room Tour (Live)
- 2007 – Love Makes the World (Deluxe Edition)
- 2010 – The Essential Carole King
- 2010 – Live at the Troubadour
- 2011 – A Holiday Carole
- 2012 – The Legendary Demos